# Plattenhöhe (Spessart)
Die Plattenhöhe ist ein 418 m hoher Berg bei Bischbrunn im Landkreis Main-Spessart in Bayern. Sie befindet sich östlich der Bundesautobahn 3, nördlich des Springbachs und südlich bzw. westlich vom Bischbrunn. Die Straße „Am Trieb“ führt auf den Gipfel. Im Osten liegt ganz in der Nähe ein Verkehrsübungsplatz.